# Suzanne Leclézio
Suzanne Leclézio (geboren am 13. September 1898 in Saint-Pierre, Mauritius; gestorben am 1. Mai 1987 in Blangy-le-Château) war eine französische Krankenpflegerin und Widerstandskämpferin gegen den Nationalsozialismus. Sie war in der Résistance aktiv und überlebte mehrere Konzentrationslager.

## Leben und Wirken
Suzanne Leclézio wuchs auf Mauritius in einer wohlhabenden Großfamilie auf und besuchte ein Gymnasium. Im Jahr 1920 wanderte die Familie nach Frankreich aus. Leclézio wollte Ärztin werden, ihr Vater verbot ihr diesen Wunsch. Erst nach seinem Tod schrieb sie sich im Alter von 33 Jahren für die Ausbildung zur Krankenpflegerin ein und erhielt 1933 ihr Diplom mit einer Spezialisierung in Kinderpflege.
Zu Beginn des Jahres 1933 traf Leclézio Yvonne Ziegler, eine Malerin und Zeichenlehrerin, die eine Kunstschule leitete. Die beiden wurden ein Paar und zogen gemeinsam in die Rue Boissonade im 14. Arrondissement von Paris.
Im Jahr 1935 wurde Suzanne Leclézio von der Eisenbahngesellschaft des Nordens als Sozialarbeiterin eingestellt und arbeitete unter Marguerite Grange, der Leiterin für die nördlichen Bezirke. Sie war in der Krankenstation in der Rue Marcadet im 18. Arrondissement tätig.

### Widerstand
Im Jahr 1940 nahmen Suzanne Leclézio und ihre Gefährtin Yvonne Ziegler, die sie als Freiwillige rekrutieren konnte, während der Fluchtbewegung zahlreiche Familien auf. Sie wurden 1942 in der Eisenbahngesellschaft SNCF für ihre Rolle bei der Aufnahme und Versorgung von Geflüchteten von 1940 und insbesondere für die Beschaffung von Milch für die evakuierten Kinder erwähnt. Während der großen Judenverfolgung 1942 in Paris halfen sie der jüdischen Familie Scharapan aus dem Viertel Marcadet, indem sie der Großmutter von Nelly Scharapan eine Unterkunft und einen Arbeitsplatz verschafften und ihr so das Überleben und die Flucht vor der Deportation ermöglichten.
Am 21. und 22. April 1944, während der Bombardierung der Bahnanlagen im Viertel La Chapelle, bei der über 500 Menschen ums Leben kamen, leitete Leclézio die Notfallteams an. Leclézio und Ziegler versorgten sofort einige der mehr als 2000 Verletzten und spendeten Trost. Die Pflegestation wurde von den Bombenangriffen der Briten und Amerikaner verschont und nahm Eisenbahner, ihre Familien sowie Bewohner und Kinder des Viertels für eine Notfallversorgung auf. Suzanne Leclézio engagierte sich auch im Kinderheim der Eisenbahner in Crouy-sur-Ourcq, das sie regelmäßig besuchte, um die behandelten Kinder zu sehen.
Unter dem Pseudonym Georgette schloss sie sich 1943 dem Netzwerk Cohors-Asturien an, das vom zentralen Aktionsbüro in London gegründet worden war. Yvonne Ziegler war unter dem Namen Véronique in der Widerstandsgruppe bekannt. Am 1. Oktober 1943 wurden beide Frauen zu Unterleutnants des Widerstandsnetzwerks ernannt. Zusätzlich beherbergten sie privat Mitglieder einer Widerstandsgruppe, die von der Gestapo gesucht wurden. Gabrielle Vienne und Arthur, der Leiter eines Radiosenders war, wohnten bei ihnen. Arthur wurde am 27. Juli 1944 verhaftet und gab der Gestapo die Adresse des Verstecks preis. Die Gestapo verhaftete sie noch am 27. Juli 1944 in ihrer Wohnung und folterte sie im Gefängnis Fresnes. Am 15. August 1944 wurden sie mit dem letzten Konvoi, der ausschließlich aus Kämpferinnen des Widerstandes bestand, aus Pantin in das Konzentrationslager Ravensbrück deportiert.

### Deportation
Im Konzentrationslager Ravensbrück wurden sie in verschiedene Kommandos gebracht, wo sie unter schrecklichen Bedingungen arbeiten mussten. Yvonne Pagniez, Krankenpflegerin und Schriftstellerin, die im selben Waggon wie Suzanne Leclézio und deren Gefährtin Yvonne Ziegler deportiert wurde, erwähnte in einem ihrer Werke mehrfach die beiden Freundinnen, die sie als die Unzertrennlichen beschrieb. Sie werden Zig (Suzanne) und Puce (Yvonne) genannt. Yvonne Pagniez berichtete 1947 in ihrem Buch Scène de la vie de bagne:  „Sie bieten einen lustigen Anblick, die eine groß und dünn, die andere dick, die zwei Unzertrennlichen, die seit langen Jahren sich der Hingabe widmen. Die mutige Puce (Suzanne), immer guter Laune, und die sanfte (? Zig?; beide werden irgendwie verwechselt?, s. 2 Zeilen vorher) die Gutmütige.“
Am 2. September 1944 wurden Suzanne Leclézio und Yvonne Ziegler nach Torgau in der Nähe von Leipzig deportiert. Sie mussten für den deutschen Kriegsdienst mehr als zwölf Stunden pro Tag arbeiten, unter schlechtesten gesundheitlichen Bedingungen. Leclézio und Ziegler stehen auf der Liste der 500 Französinnen, die heimlich von Gefangenen kopiert und an französische Kriegsgefangene weitergegeben wurde.
Am 19. Oktober wurden sie zusammen mit 250 anderen Gefangenen zum Frauenkommando nach Abteroda in Thüringen verschleppt, das am 6. Oktober 1944 als Teil des KZ Buchenwald eröffnet worden war. Angesichts des Vormarschs der Roten Armee wurden sie am 8. Februar 1945 in Viehwagen bei −15 Grad in das Konzentrationslager Markkleeberg bei Leipzig, ein Außenlager des Konzentrationslagers Buchenwald, gebracht. Nach der Ankunft am 11. Februar wurden sie in eine Baracke ohne Betten gebracht und mussten mehr als zwölf Stunden täglich in einem Steinbruch bei Minusgraden Steine schlagen und Kohle ausladen.
Angesichts der Ankunft der russischen Armee wurden Suzanne und Yvonne am 13. April auf einen der Todesmärsche geschickt. Nach zehn Tagen Zwangsmarsch zu Fuß gelang es ihnen zu fliehen. Das Dorf, in dem sie Zuflucht fanden, war bereits von der sowjetischen Armee besetzt. Kurz darauf wurden sie vom Roten Kreuz betreut. Sie blieben einige Tage zur Pflege in Saarburg und kehrten am 25. Mai 1945 nach Frankreich zurück.

### Spätere Jahre
Suzanne Leclézio nahm langsam ihre Arbeit in der Krankenstation wieder auf. Gemeinsam mit ihrer Partnerin Yvonne Ziegler lebte sie in der Rue Boissonade in Paris. Leclézio wurde nach ihrer Rückkehr zur Leiterin des Zentrums für Sozialhygiene ernannt. Sie verließ dieses mit dem Titel Ehrenkrankenschwester der SNCF, um sich mit ihrer Gefährtin in der Normandie zur Ruhe zu setzen.
Nach ihrem 80. Geburtstag bekam Suzanne Leclézio gesundheitliche Probleme und zog mit ihrer langjährigen Partnerin Yvonne Ziegler in ein Altersheim in Blangy-le-Château. Suzanne Leclézio starb am 1. Mai 1987 und Yvonne einige Monate später im Januar 1988.

## Ehrungen
Am 8. März 2022 wurde in Paris eine Gedenktafel für Suzanne Leclézio und Yvonne Ziegler in der Rue Marcadet 22 im 18. Arrondissement angebracht. Das Projekt Constellations brisées des Kollektivs Queercode hatte sich für dieses Gedenken eingesetzt, und das Pariser Rathaus enthüllte an diesem Tag eine Gedenktafel zu Ehren von Suzanne Leclézio und Yvonne Ziegler. Der Text erinnert an den Widerstand im Nationalsozialismus, verschweigt dabei aber ihre lesbische Liebesbeziehung. Im Dezember 2020, als der Pariser Stadtrat über den Text der Tafel beriet, hatte man sich dafür entschieden, den Begriff compagne (Gefährtin) zu verwenden, um die Beziehung der Frauen deutlich zu machen. Dies hatte Laurent Thévenet, der vor einigen Jahren den Antrag gestellt hatte, veröffentlicht. Bei der Enthüllung der Gedenktafel stellte sich heraus, dass der Text geändert worden war. Anstelle von Gefährtin standen nun die Worte ehrenamtliche Freundin (amie bénévole) auf der Gedenktafel. Das französischsprachige Magazin Komitid schreibt, dass durch diese Änderung eine lesbische Beziehung unsichtbar gemacht werde. Diese Abänderung des Textes, so vermutet das Magazin, stammt wohl von einem Familienmitglied der beiden Widerstandskämpferinnen, um zu verhindern, dass die sexuelle Orientierung der beiden Frauen im Text der Gedenktafel offengelegt wird.
Die Widerstandskämpferinnen Suzanne Leclézio (1898–1987) und Yvonne Ziegler (1902–1988) wurden auf dem Square du 21-avril-1944 in Paris namentlich erwähnt.
Suzanne Leclézio erhielt die Auszeichnung Ritterin des Ordens der Ehrenlegion, war Trägerin des Croix de guerre (Kriegskreuzes) und der Médaille de la Résistance (Medaille für den französischen Widerstand).